# Liga LGT 2004
La temporada 2004 de la Liga LGT fue la segunda edición desde que se iniciara la competición de traineras organizada por la Federación Gallega de Remo en 2003. Compitieron 16 equipos encuadrados en un único grupo. La temporada regular comenzó el 27 de junio en El Grove (Pontevedra) y terminó el 29 de agosto en Meira (Pontevedra). Posteriormente, se disputaron los play-off para el ascenso a la Liga ACT.

## Sistema de competición
La Liga LGT estuvo compuesta por un único grupo que disputó un calendario de nueve regatas durante la fase regular, tres de ellas se compitieron a doble jornada con una primera regata clasificatoria. Al finalizar dicho calendario y para decidir los ascensos y descensos entre la Liga ACT y la Liga LGT se disputaron los siguientes play-off:
- Play-off previo de ascenso a Liga ACT: se disputaron dos plazas para competir en el posterior play-off de ascenso a la Liga ACT entre los 2 primeros de la Liga LGT, los dos primeros clasificados de la Liga Federativa Vasco-Cántabra y una trainera asturiana.
- Play-off de ascenso a Liga ACT: se disputaron 2 plazas en la Liga ACT entre los 2 últimos clasificados de dicha competición y los 2 primeros del play-off previo.

Las regatas de disputaron en tandas en líneas con cuatro a ocho calles excepto los Play-off de ascenso a Liga ACT que se compitieron a contrarreloj. En todos los casos la distancia a bogar en cada regata fue de 3 millas náuticas que equivalen a 5556 metros.

## Calendario

### Temporada regular
Las siguientes regatas tuvieron lugar en 2004.
| Orden | Regata                                     | Fecha        | Hora | Modalidad         | Localidad         | Provincia  |
| ----- | ------------------------------------------ | ------------ | ---- | ----------------- | ----------------- | ---------- |
| 1     | XXI Bandera Concejo de El Grove            | 27 de junio  | -    | En línea 5 calles | El Grove          | Pontevedra |
| 2     | XXIII Bandera El Corte Inglés (1ª jornada) | 3 de julio   | -    | En línea 8 calles | Ferrol            | La Coruña  |
| 3     | XXIII Bandera El Corte Inglés (2ª jornada) | 3 de julio   | -    | En línea 5 calles | Ferrol            | La Coruña  |
| 4     | XXII Bandera Concejo de Moaña              | 17 de julio  | -    | En línea 5 calles | Meira             | Pontevedra |
| 5     | XII Bandera Concejo de Vigo                | 18 de julio  | -    | En línea 5 calles | Vigo              | Pontevedra |
| 6     | II Bandera Concejo de Poyo                 | 24 de julio  | -    | En línea 5 calles | Poyo              | Pontevedra |
| 7     | XII Bandera Concejo de Oleiros             | 1 de agosto  | -    | En línea 4 calles | Oleiros           | La Coruña  |
| 8     | XIX Trofeo Teresa Herrera (1ª jornada)     | 7 de agosto  | -    | En línea 8 calles | La Coruña         | La Coruña  |
| 9     | XIX Trofeo Teresa Herrera (2ª jornada)     | 8 de agosto  | -    | En línea 5 calles | La Coruña         | La Coruña  |
| 10    | XVII Bandera Concejo de Cangas             | 14 de agosto | -    | En línea 5 calles | Cangas de Morrazo | Pontevedra |
| 11    | XXVI Bandera Conde de Fenosa (1ª jornada)  | 28 de agosto | -    | En línea 8 calles | Meira             | Pontevedra |
| 12    | XXVI Bandera Conde de Fenosa (2ª jornada)  | 29 de agosto | -    | En línea 4 calles | Meira             | Pontevedra |

### Play-off de ascenso a Liga ACT
| Orden | Regata      | Fecha            | Hora  | Modalidad    | Provincia |
| ----- | ----------- | ---------------- | ----- | ------------ | --------- |
| 1     | Portugalete | 25 de septiembre | 17:00 | Contrarreloj | Vizcaya   |
| 2     | Laredo      | 26 de septiembre | 12:00 | Contrarreloj | Cantabria |

## Traineras participantes
| Equipo          | Nombre de la Trainera     | Localidad         | Provincia  | Localización de los equipos |
| --------------- | ------------------------- | ----------------- | ---------- | --- |
| Esteirana       | Esteirana                 | Esteiro           | La Coruña  | Esteirana Muros Puebla Amegrove Coruxo Náutico Vigo Rianxo Vila de Cangas · Bueu Samertolameu San Simón Chapela As Xubias Perillo A Cabana Ares |
| Muros           | Muradana                  | Muros             | La Coruña  | Esteirana Muros Puebla Amegrove Coruxo Náutico Vigo Rianxo Vila de Cangas · Bueu Samertolameu San Simón Chapela As Xubias Perillo A Cabana Ares |
| Amegrove        | Pabliño                   | El Grove          | Pontevedra | Esteirana Muros Puebla Amegrove Coruxo Náutico Vigo Rianxo Vila de Cangas · Bueu Samertolameu San Simón Chapela As Xubias Perillo A Cabana Ares |
| Coruxo          | Fontaíña                  | Vigo              | Pontevedra | Esteirana Muros Puebla Amegrove Coruxo Náutico Vigo Rianxo Vila de Cangas · Bueu Samertolameu San Simón Chapela As Xubias Perillo A Cabana Ares |
| Náutico de Vigo | Real Club Náutico de Vigo | Vigo              | Pontevedra | Esteirana Muros Puebla Amegrove Coruxo Náutico Vigo Rianxo Vila de Cangas · Bueu Samertolameu San Simón Chapela As Xubias Perillo A Cabana Ares |
| Rianxo          | Concello de Rianxo        | Rianjo            | La Coruña  | Esteirana Muros Puebla Amegrove Coruxo Náutico Vigo Rianxo Vila de Cangas · Bueu Samertolameu San Simón Chapela As Xubias Perillo A Cabana Ares |
| Vila de Cangas  | Balea                     | Cangas de Morrazo | Pontevedra | Esteirana Muros Puebla Amegrove Coruxo Náutico Vigo Rianxo Vila de Cangas · Bueu Samertolameu San Simón Chapela As Xubias Perillo A Cabana Ares |
| Bueu            | Maruxia                   | Bueu              | Pontevedra | Esteirana Muros Puebla Amegrove Coruxo Náutico Vigo Rianxo Vila de Cangas · Bueu Samertolameu San Simón Chapela As Xubias Perillo A Cabana Ares |
| Samertolameu    | A Terca                   | Meira             | Pontevedra | Esteirana Muros Puebla Amegrove Coruxo Náutico Vigo Rianxo Vila de Cangas · Bueu Samertolameu San Simón Chapela As Xubias Perillo A Cabana Ares |
| San Simón       | Guía                      | Cesantes          | Pontevedra | Esteirana Muros Puebla Amegrove Coruxo Náutico Vigo Rianxo Vila de Cangas · Bueu Samertolameu San Simón Chapela As Xubias Perillo A Cabana Ares |
| Chapela         | Arealonga                 | Redondela         | Pontevedra | Esteirana Muros Puebla Amegrove Coruxo Náutico Vigo Rianxo Vila de Cangas · Bueu Samertolameu San Simón Chapela As Xubias Perillo A Cabana Ares |
| As Xubias       | As Xubias                 | Las Jubias        | La Coruña  | Esteirana Muros Puebla Amegrove Coruxo Náutico Vigo Rianxo Vila de Cangas · Bueu Samertolameu San Simón Chapela As Xubias Perillo A Cabana Ares |
| Perillo         | Perillo                   | Perillo           | La Coruña  | Esteirana Muros Puebla Amegrove Coruxo Náutico Vigo Rianxo Vila de Cangas · Bueu Samertolameu San Simón Chapela As Xubias Perillo A Cabana Ares |
| A Cabana        | Albatros                  | La Cabana         | La Coruña  | Esteirana Muros Puebla Amegrove Coruxo Náutico Vigo Rianxo Vila de Cangas · Bueu Samertolameu San Simón Chapela As Xubias Perillo A Cabana Ares |
| Ares            | Santa Olalla de Lubre     | Ares              | La Coruña  | Esteirana Muros Puebla Amegrove Coruxo Náutico Vigo Rianxo Vila de Cangas · Bueu Samertolameu San Simón Chapela As Xubias Perillo A Cabana Ares |

Los clubes participantes están ordenados geográficamente, de oeste a este.

### Equipos por provincia
| Provincia  | N. | Equipos                                                                                   |
| ---------- | -- | ----------------------------------------------------------------------------------------- |
| La Coruña  | 7  | Ares, A Cabana, Esteirana, Muros, Perillo, Rianxo, As Xubias                              |
| Pontevedra | 8  | Amegrove, Bueu, Chapela, Coruxo, Samertolameu, San Simón, Náutico de Vigo, Vila de Cangas |

### Ascensos y descensos
| Pos. | Clubes de Liga LGT 2003 no inscritos |
| ---- | ------------------------------------ |
| 13.º | Puebla                               |
| 15.º | San Felipe                           |

| Pos. | Nueva inscripción |
| ---- | ----------------- |
| -    | Muros             |

     Descenso administrativo o desaparición.

     Nueva inscripción.
La trainera del Club de Remo San Felipe compitió en algunas regatas pero no participó en la Liga LGT.

## Clasificación

### Temporada regular

#### Puntuaciones
Los puntos se reparten entre los participantes en cada regata, independientemente del número de éstos.
| Posición | 1.º | 2.º | 3.º | 4.º | 5.º | 6.º | 7.º | 8.º | 9.º | 10.º | 11.º | 12.º | 13.º | 14.º | 15.º |
| -------- | --- | --- | --- | --- | --- | --- | --- | --- | --- | ---- | ---- | ---- | ---- | ---- | ---- |
| Puntos   | 19  | 16  | 14  | 13  | 12  | 11  | 10  | 9   | 8   | 7    | 6    | 5    | 4    | 3    | 2    |

En el caso de regatas a doble jornada, en las que la primera jornada es clasificatoria, se aplica lo siguiente:
- Equipos eliminados en la primera jornada: se les asigna los puntos obtenidos en la regata eliminatoria.
- Equipos clasificados para la segunda jornada: se les asigna los puntos obtenidos en la segunda jornada.

#### Resultados por regata
A continuación se recoge la clasificación en cada una de las regatas disputadas.
| Pos. | Club            | Trainera                  | 1 GRO | 2 IN1 | 3 IN2 | 4 MOA | 5 VIG | 6 POY | 7 OLE | 8 TE1 | 9 TE2 | 10 CAN | 11 FE1 | 12 FE2 | Puntos |
| ---- | --------------- | ------------------------- | ----- | ----- | ----- | ----- | ----- | ----- | ----- | ----- | ----- | ------ | ------ | ------ | ------ |
| 1    | Samertolameu    | A Terca                   | 1     | 1     | 1     | 1     | 1     | 1     | 2     | 1     | 1     | 2      | 2      | 1      | 165    |
| 2    | Amegrove        | Pabliño                   | 2     | 2     | 3     | 2     | 2     | 4     | 1     | 2     | 2     | 1      | 1      | 2      | 145    |
| 3    | Náutico de Vigo | Real Club Náutico de Vigo | 4     | 3     | 7     | 4     | 5     | 2     | 3     | 6     | 3     | 5      | 4      | 3      | 118    |
| 4    | Chapela         | Arealonga                 | 3     | 5     | 5     | 3     | 3     | 3     | 5     | 8     | 6     | 4      | 3      | DSQ    | 113    |
| 5    | Perillo         | Perillo                   | 6     | 6     | 2     | 6     | 4     | 6     | 4     | 3     | 5     | 7      | 8      | 5      | 109    |
| 6    | Rianxo          | Concello de Rianxo        | 7     | 4     | 4     | 5     | 6     | 7     | 6     | 4     | 4     | 3      | 5      | 4      | 107    |
| 7    | Muros           | Muradana                  | 8     | 8     | 8     | 7     | 9     | 8     | 9     | 11    | DNQ   | 9      | 7      | 7      | 77     |
| 8    | Bueu            | Maruxia                   | DNP   | 12    | DNQ   | 8     | 8     | 5     | 7     | 7     | 8     | 6      | 6      | 6      | 76     |
| 9    | Ares            | Santa Olalla de Lubre     | 10    | 11    | DNQ   | 11    | 7     | 9     | 8     | 8     | 7     | 8      | 11     | DNQ    | 71     |
| 10   | A Cabana        | Albatros                  | 5     | 7     | 6     | 9     | 10    | 12    | 11    | 10    | 10    | 12     | 10     | DNQ    | 68     |
| 11   | Esteirana       | Esteirana                 | 9     | 9     | 9     | 13    | 12    | 10    | 10    | 13    | DNQ   | 11     | 12     | DNQ    | 54     |
| 12   | Vila de Cangas  | Balea                     | 11    | 10    | 10    | 10    | 11    | 11    | 12    | 12    | DNQ   | 13     | 13     | DNQ    | 50     |
| 13   | Coruxo          | Fontaíña                  | 12    | 14    | DNQ   | 12    | 13    | 13    | 13    | 9     | 9     | 10     | 9      | DNQ    | 48     |
| 14   | San Simón       | Guía                      | 13    | 13    | DNQ   | 14    | 14    | 14    | DNP   | 14    | DNQ   | 14     | 14     | DNQ    | 26     |
| 15   | As Xubias       | As Xubias                 | 14    | 15    | DNQ   | 15    | 15    | 15    | 14    | 15    | DNQ   | 15     | 15     | DNQ    | 20     |

| Color     | Resultado                        |
| --------- | -------------------------------- |
| Oro       | Ganador                          |
| Plata     | Segundo                          |
| Bronce    | Tercero                          |
| Verde     | Puntuó                           |
| Azul      | Clasificado sin puntos           |
| Rojo      | DNQ - No se clasificó            |
| Negro     | DSQ - Descalificado              |
| Sin color | DNP - Inscrito pero no participó |

En la segunda jornada de la Bandera Conde de Fenosa la trainera de Chapela fue descalificada por dos salidas nulas.

#### Evolución de la clasificación
| Jornada / Club  | 1  | 2  | 3  | 4  | 5  | 6  | 7  | 8  | 9  | 10 | 11 | 12 |
| Jornada / Club  |    |    |    |    |    |    |    |    |    |    |    |    |
| --------------- | -- | -- | -- | -- | -- | -- | -- | -- | -- | -- | -- | -- |
| Samertolameu    | 1  | 1  | 1  | 1  | 1  | 1  | 1  | 1  | 1  | 1  | 1  | 1  |
| Amegrove        | 2  | 2  | 2  | 2  | 2  | 2  | 2  | 2  | 2  | 2  | 2  | 2  |
| Náutico de Vigo | 4  | 4  | 5  | 5  | 5  | 4  | 4  | 4  | 3  | 3  | 4  | 3  |
| Chapela         | 3  | 3  | 4  | 3  | 3  | 3  | 3  | 3  | 4  | 4  | 3  | 4  |
| Perillo         | 6  | 7  | 3  | 4  | 4  | 5  | 5  | 5  | 5  | 5  | 5  | 5  |
| Rianxo          | 7  | 8  | 6  | 6  | 6  | 6  | 6  | 6  | 6  | 6  | 6  | 6  |
| Muros           | 8  | 9  | 8  | 8  | 8  | 7  | 7  | 7  | 7  | 7  | 9  | 7  |
| Bueu            | 15 | 14 | 14 | 12 | 12 | 10 | 10 | 10 | 10 | 8  | 10 | 8  |
| Ares            | 10 | 5  | 10 | 11 | 9  | 9  | 9  | 9  | 9  | 9  | 7  | 9  |
| A Cabana        | 5  | 6  | 7  | 7  | 7  | 8  | 8  | 8  | 8  | 10 | 8  | 10 |
| Esteirana       | 9  | 10 | 9  | 9  | 11 | 11 | 11 | 11 | 11 | 11 | 11 | 11 |
| Vila de Cangas  | 11 | 13 | 11 | 10 | 10 | 12 | 12 | 12 | 12 | 12 | 12 | 12 |
| Coruxo          | 12 | 12 | 13 | 13 | 13 | 13 | 13 | 13 | 13 | 13 | 13 | 13 |
| San Simón       | 13 | 11 | 12 | 14 | 14 | 14 | 14 | 14 | 14 | 14 | 14 | 14 |
| As Xubias       | 14 | 15 | 15 | 15 | 15 | 15 | 15 | 15 | 15 | 15 | 15 | 15 |

|  | Gráfico no disponible temporalmente debido a problemas técnicos. |

#### Palmarés
| Pos. | Club            | Victorias | Segundos | Terceros | Mejor resultado | Puntos | Ascenso o descenso                    |
| ---- | --------------- | --------- | -------- | -------- | --------------- | ------ | ------------------------------------- |
| 1    | Samertolameu    | 9         | 3        | -        | 1.º             | 165    | Play-off previo de ascenso a Liga ACT |
| 2    | Amegrove        | 3         | 7        | 1        | 1.º             | 145    | Play-off previo de ascenso a Liga ACT |
| 3    | Náutico de Vigo | -         | 1        | 4        | 2.º             | 118    |                                       |
| 4    | Chapela         | -         | -        | 5        | 3.º             | 113    |                                       |
| 5    | Perillo         | -         | 1        | 1        | 2.º             | 109    |                                       |
| 6    | Rianxo          | -         | -        | 1        | 3.º             | 107    |                                       |
| 7    | Muros           | -         | -        | -        | 7.º             | 77     |                                       |
| 8    | Bueu            | -         | -        | -        | 5.º             | 76     |                                       |
| 9    | Ares            | -         | -        | -        | 7.º             | 71     |                                       |
| 10   | A Cabana        | -         | -        | -        | 5.º             | 68     |                                       |
| 11   | Esteirana       | -         | -        | -        | 9.º             | 54     |                                       |
| 12   | Vila de Cangas  | -         | -        | -        | 10.º            | 50     |                                       |
| 13   | Coruxo          | -         | -        | -        | 9.º             | 48     |                                       |
| 14   | San Simón       | -         | -        | -        | 13.º            | 26     |                                       |
| 15   | As Xubias       | -         | -        | -        | 14.º            | 20     |                                       |

### Play-off de ascenso a Liga ACT
Los equipos gallegos decidieron no remar en los play-off por lo que no se disputó el playo-off previo.
Los puntos se reparten entre los cuatro participantes en cada regata.
| Posición | 1.º | 2.º | 3.º | 4.º |
| -------- | --- | --- | --- | --- |
| Puntos   | 4   | 3   | 2   | 1   |

| Pos. | Club                      | Trainera       | 1 POR | 2 LAR | Puntos | Ascenso o descenso                          |
| ---- | ------------------------- | -------------- | ----- | ----- | ------ | ------------------------------------------- |
| 1    | Arkote                    | Plentzitarra   | 2     | 1     | 7      | Asciende a Liga ACT                         |
| 2    | Isuntza-Grafilur-Super BM | Lekittarra     | 3     | 2     | 5      | Permanece en Liga ACT                       |
| 3    | Tiran-Pereira             | Pereira        | 1     | DSQ   | 4      | Desciende a Liga LGT                        |
| 4    | Ciudad de Santander       | Virgen del Mar | 4     | 3     | 3      | Permanece en Liga Federativa Vasco-Cántabra |

La trainera de Tiran-Pereira fue descalificada en la segunda jornada por entrar en meta de forma indebida.